# Pomorski privilegiji
Pomorski privilegiji su zakonska založna prava na brodu kao specifičan oblik osiguranja. U Common Law sustavu odgovarajući je institut „Maritime Liens“

Temelj postanka: je zakon pa nije potreban upis u upisnik brodova, a koji se upis zahtjeva za druga stvarna prava na brodu ( vlasništvo i pomorska hipoteka ).
Vrijeme postanka: je trenutak nastanka tražbine koju se osigurava, tj. privilegirane tražbine.
Djelovanje: erga omnes ( prema svima )
Vrijeme trajanja: Ograničeno; prate tražbinu 6 mjeseci do maksimalno godinu dana. Nakon isteka tog roka privilegiji više ne postoje, ali tražbina i dalje postoji samo što se dalje može ostvarivati samo sudskim putem.

## Obilježja
1.	Prvenstveno pravo namirenja osnovna je pravna karakteristika pomorskih privilegija. Oni imaju prednost u naplati pred svim drugim pravima pa i pred hipotekom. Iznimka su tražbine zbog spašavanja broda.
2.	Akcesornost – privilegiji dijele pravnu sudbinu tražbine koju prate, njezinim prestankom ( npr. zbog isplate duga ), prestaju i privilegiji. Prenošenjem tražbine, prenose se i privilegiji.
3.	„Skriveni teret broda“ – Budući se ne upisiju u upisnik brodova; prate brod bez obzira na promjenu vlasnika, države zastave i sl.
4.	koriste se za osiguranje kratkoročnih kredita, a s obzirom na to da traju najviše 1 godinu.
5.	stvarnopravno jamstvo koje daje ovlašteniku mogućnost primjene mjere privremenog zaustavljanja broda radi naplate tražbine. Ta mjera može se poduzeti prema bilo kojem brodu brodara prema kojemu ovlaštenik ima tražbinu. Mjera se može poduzeti i prije pokretanja postupka za naplatu tražbine pred trgovačkim sudom. Tom se mjerom tjera brodara da plati dug.

## Prostiranje pomorskih privilegija
Pomorski privilegiji prostiru se osim na brod, i na njegove pripadtke. Dakle, uže od pomorske hipoteke. Pripadak broda su sve stvari koje po svojoj namjeni trajno služe uporabi broda pa i kad su privremeno od njega odvojene. Pripadak broda jesu i stvari upisane u brodski inventar. 
Pomorski privilegiji obuhvaćaju i glavnicu i kamate po osnovi te glavnice.

## Tražbine na temelju kojih nastaju privilegiji
Pet je tražbina:
1.	tražbine za plaće članova posade u svezi s njihovoim zaposlenjem na brodu uključujući troškove povratnih putovanja i doprinose za socijalno osiguranje koji se plaćaju u njihovo ime.
2.	tražbine za smrt i tjelesne ozljede koje su se dogodile na kopnu ili moru u neposrednoj vezi s iskorištavanjem broda.
3.	tražbine s naslova nagrade za spašavanje broda.
4.	tražbine za lučke pristojbe, troškove plovidbe kanalima i ostalim plovnim putevima te troškovi peljarenja.
5.	tražbine po osnovi izvanugovorne odgovornosti za materijalne gubitke ili oštećenja prouzročena uporabom broda izuzev gubitka ili oštećenja tereta i putničkih stvari koje se prevoze brodom.
Ovo je ujedno i redosljed namirenja pomorskih privilegija. Vrste tražbina iz iste skupine namiruju se jednakim redom prvenstva. Iznimka od ovog reda su tražbine s naslova nagrade za spašavanje broda koje imaju prednost. 

## Prestanak privilegija
1.	utrnućem tražbine
2.	protekom 1 godine
3.	prodajom broda u ovršnom ili stečajnom postupku
4.	osnivanjem fonda ograničene odgovornosti za tražbine osigurane privilegijima
5.	proglašenje broda pomorskim/ratnim plijenom

## Retencija ( zadržavanje ) broda
Retencija je mjera koja stoji na raspolaganju samo brodograditelju ili popravljaču broda, a u svezi s ugovorom o gradnji odnosno popravku broda. Oni imaju mogućnost zadržati brod ako im tražbina nije plaćena.

## Međunarodna unifikacija
Međunarodnom unifikacijom nastojalo se približiti dva vrlo različita pravna sustava, Common Law i europski kontinentalni sustav. Naročito su se nastojali izjednačiti instituti hipoteka, iz kontinentalnog sustava, i institut „mortgage“, iz Common Law-a. Međutim, unifikacija nije uspjela zbog velih razlika. Zato se instituti tumače prema proposima države zastave broda. U Republici Hrvatskoj prema Pomorskom zakoniku. 
Važni pokušaji unifikacije bili su:
1.	Međunarodna konvencija za izjednačavanje nekih pravila o pomorskim privilegijima i hipotekama, iz 1926. godine
2.	Međunarodna konvencija za izjednačavanje nekih pravila o pomorskim privilegijima i hipotekama, iz 1967. godine
Obje konvencije imale su mali broj ratifikacija te su slabo prihvaćene.
3.	Međunarodna konvencija o pomorskim privilegijima i hipotekama, iz 1993. godine. ( eng. „International Convention on Maritime Liens and Mortgages“ )
Izrađena je pod djelovanjem triju međunarodnih pomorskih organizacija: CMI-a, UNCTAD-a i IMO-a. Jedina je sakupila dovoljan broj ratifikacija i stupila na snagu 2005. godine. Najvažniji razlog uspjehu je uvažavanje primjedaba na prethodne dvije konvencije. Tom je konvencijom smanjen broj privilegija na 5, olakšano je kreditiranje te je pojačana zaštita hipotekarnih vjerovnika. Republika Hrvatska nije ju ratificirala, ali je preuzela njezine odredbe i inkorporirala ih u Pomorski zakonik. 

## Vanjske poveznice
- Pomorski zakonik